# Phrynosoma douglassii
Phrynosoma douglasii là một loài thằn lằn trong họ Phrynosomatidae. Loài này được Bell mô tả khoa học đầu tiên năm 1828.

## Hình ảnh

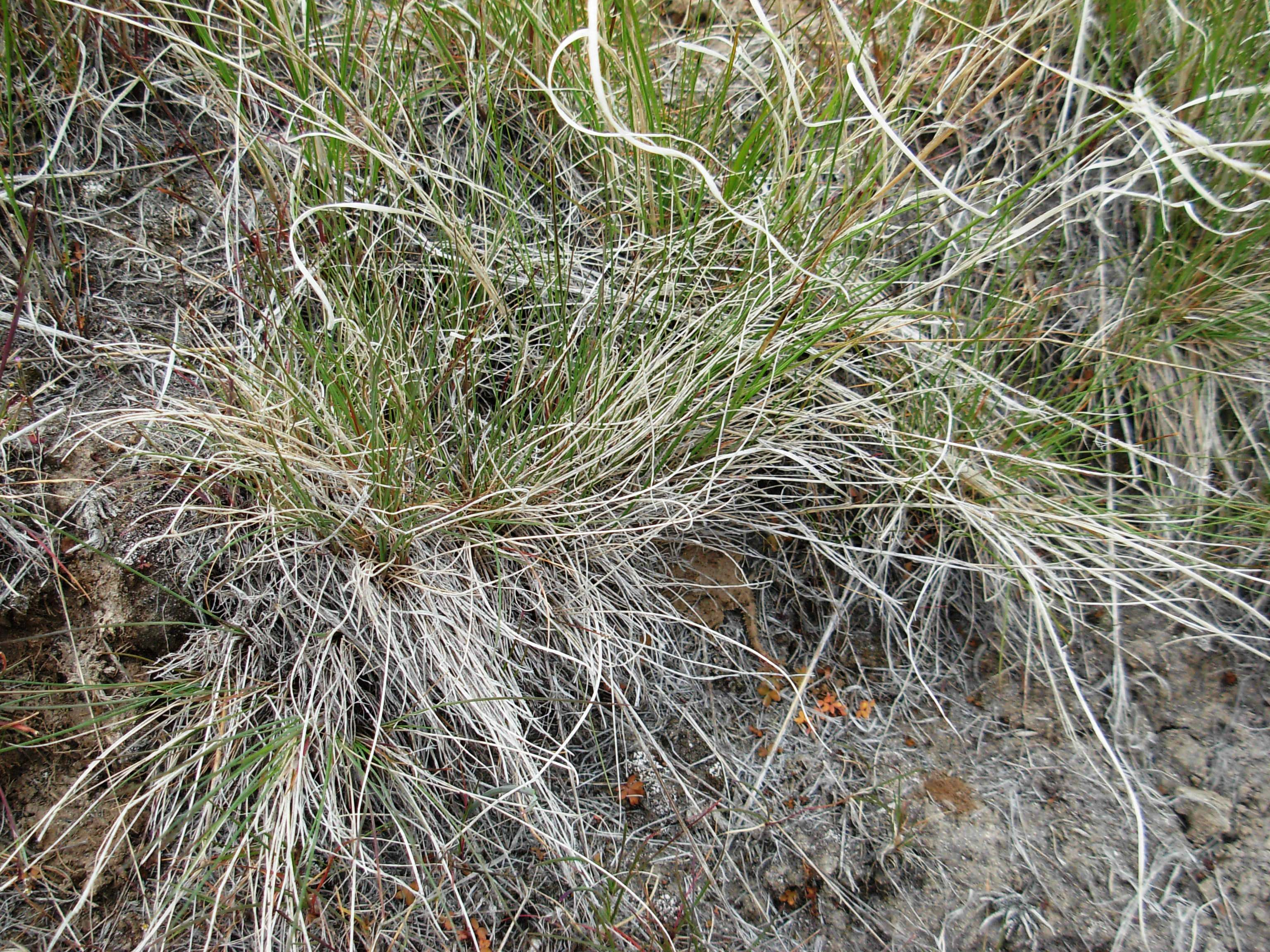
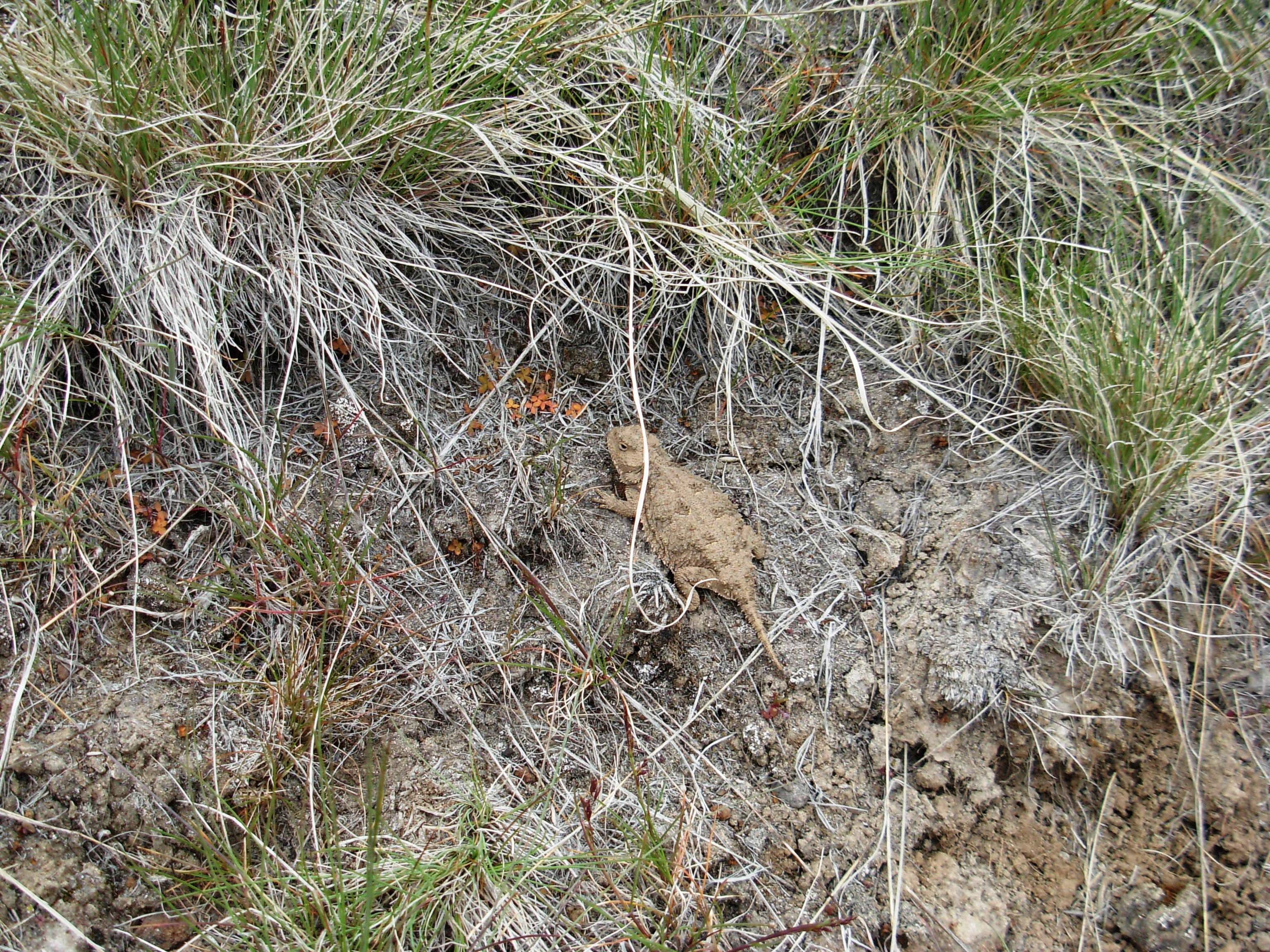
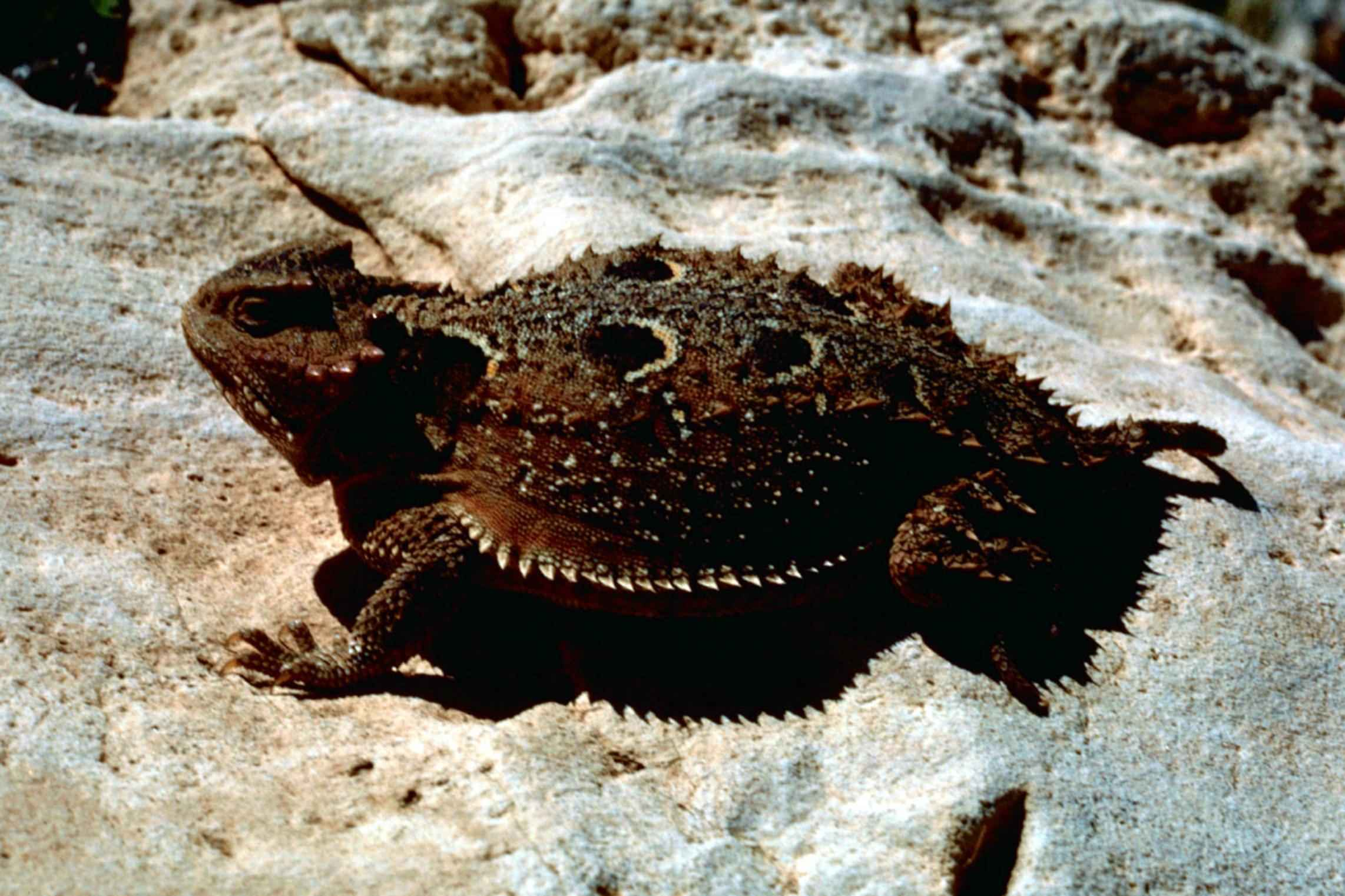